# August Reissmann
August Reissmann, né le 14 novembre 1825 à Frankenstein en province de Silésie et mort le 13 juillet 1903 à Berlin, est un écrivain prussien sur la musique et compositeur. 

## Biographie
August Reissmann naît le 14 novembre 1825 à Frankenstein.
À partir de 1843, il étudie à Breslau, principalement avec Mosewius et E.L. Richter. En 1850, il s'installe à Weimar, et de 1863 à 1880, il vit à Berlin, où il reste (à l'exception de courts séjours à Wiesbaden et Leipzig) pour le reste de sa vie, enseignant au Conservatoire Stern de 1866 à 1874. En tant qu'écrivain conservateur et partial sur la musique, il est particulièrement actif entre 1861 et 1893, mais la plupart de son travail consiste en des essais superficiels. Dans ses livres, il montre une préférence pour l'analyse musicale plutôt que pour la recherche et la présentation de faits biographiques, mais le Musikalisches Conversations-Lexikon, qu'il édite après la mort de son précédent rédacteur Hermann Mendel, est toujours utile comme ouvrage de référence de grande envergure pour la musique du XIXe siècle.